# アナロ熊のうた
「アナロ熊のうた」（ - ぐまのうた）は、音声合成ソフト・初音ミク歌唱のVOCALOID楽曲。2009年4月29日、日本のボカロP・koushirou（卑屈P）によって発表された。
当時の地上デジタルテレビ放送完全移行に伴うインターネット・ミームのうちの1つである。

## 概要
2009年4月29日、楽曲MV「【初音ミク】アナロ熊のうた【オリジナル】」がニコニコ動画へと投稿された。本楽曲には元ネタが存在し、電子掲示板・2ちゃんねるのニュース速報板を発祥とする。

本楽曲投稿以前の同月27日、日本民間放送連盟（民放連）が、地上デジタルテレビ放送の完全移行推進イメージキャラクター・地デジカを発表した。この地デジカの二次創作に対する否定的な公式見解に対し、2ちゃんねるでは、既存のアスキーアート（AA）キャラクター・クマーをベースとしたアンチテーゼ・キャラクターが創作される。
本楽曲タイトルの「アナロ熊」もこのキャラクターを指しており、作詞・作曲を手掛けたkoushirou（卑屈P）は、アナログマに感銘を受け、イメージソングとして脊髄反射で制作・投稿された。発表後には、有志によるN次創作として、アニメーション・実写合成などのMVも投稿され、ニコニコ動画・YouTubeでの再生回数が130万回を超えた。
こうした反響を受けて、楽曲投稿の同年6月17日には、ビクターエンタテインメントからアーティスト名を「koushirou inspired by アナロ熊」として、レコチョク・iTunes Storeなどのストリーミングを開始。配信日が6月17日なのは「アナログ（6）、い〜な（17）」の語呂合わせとされる。本楽曲の公式サイトでは、「JASRACには登録しておりません」と強調しており、これは前述の民放連に対する反発からアナログマが生じた経緯に由来すると考えられている。当日のレコチョク・着うたデイリーランキングで初登場5位、同月放送の『ミュージックステーション』（テレビ朝日、2009年6月19日）内の企画「着うたPICK UP」に注目曲として紹介された。

## ダウンロード販売
1. アナロ熊のうた
2. アナロ熊のうた（LONG Ver.） - 原曲に2番と5番を追加。また、3番と4番の間に間奏が入る。

## 楽曲収録

### オリジナル版
| 発売日         | タイトル                         | レーベル                   | 収録曲         | 備考                        |
| -------------- | -------------------------------- | -------------------------- | -------------- | --------------------------- |
| 2009年8月19日  | EXIT TUNES PRESENTS STARDOM 2    | EXIT TUNES                 | アナロ熊のうた |                             |
| 2009年10月21日 | ニコニコ動画ふぃ～ちゃりんぐBEST | ビクターエンタテインメント | アナロ熊のうた | 原曲と「LONG Ver.」を収録。 |

### カバー
| 発売日         | タイトル                                                              | レーベル                   | 収録曲         | 備考                                     |
| -------------- | --------------------------------------------------------------------- | -------------------------- | -------------- | ---------------------------------------- |
| 2009年7月15日  | EXIT TRANCE PRESENTS ウマウマできるトランスを作ってみた COMPLETE BEST | EXIT TUNES                 | アナロ熊のうた |                                          |
| 2009年10月21日 | ニコニコ動画ふぃ～ちゃりんぐBEST                                      | ビクターエンタテインメント | アナロ熊のうた | 加藤歩（ザブングル）とのコラボ版を収録。 |

## コラボ・タイアップ
- 加藤歩（ザブングル）

ニコニコ動画に投稿されていたお笑いコンビ・ザブングルの加藤歩の持ちネタとアナロ熊の歌を合わせた「『アナロ熊のうた』を、カッチカチにしてみた。」という動画をきっかけに実現したコラボレーション。加藤は当初その動画に対しキレていたが、作者のkoushirouが大のザブングルファンであったこともあり、結果的にコラボ曲『アナロ熊の「カッチカチやぞ!」』を作成、配信が行われた。『ニコニコ動画ふぃ～ちゃりんぐBEST』にも原曲と共に収録されている。